# Конте, Уго
У́го Не́стор Ко́нте (исп. Hugo Néstor Conte; 14 апреля 1963 года, Буэнос-Айрес) — аргентинский волейболист, бронзовый призёр чемпионата мира 1982 года и Игр XXIV Олимпиады.

## Биография
Уго Конте родился в Буэнос-Айресе, в юности занимался футболом, баскетболом, подавал большие надежды в плавании, но в 12-летнем возрасте начал волейбольную карьеру в столичном клубе «Химнасия и Эсгрима». В мае 1980 года провёл первый матч за сборную Аргентины.
В 1982 году он уже являлся игроком стартового состава национальной сборной и в компании с Вальдо Кантором, Даниэлем Кастельяни, Эстебаном Мартинесом, Хоном Уриарте и Раулем Кирогой стал бронзовым призёром проходившего в Аргентине чемпионате мира. В 1984-м молодая южноамериканская команда впервые приняла участие на Олимпийских играх, где Уго Конте был удостоен приза лучшему блокирующему, а спустя 4 года выиграла бронзу сеульской Олимпиады.
В 1980—1990-е годы Уго Конте в основном играл в зарубежных клубах. Начав в 1982-м во французском «Канне», затем провёл в общей сложности 15 сезонов в итальянской лиге, трижды признавался лучшим игроком чемпионата Италии. Возвращаясь на родину, выступал за «Феррокарриль Оэсте», с 2001 по 2006 год сыграл в трёх аргентинских клубах и с каждым становился чемпионом страны.
В 1999 году после почти 10-летнего перерыва вернулся в сборную, вместе с ещё одной звездой 1980-х годов 39-летним Вальдо Кантором был заявлен на Мировую лигу. Несмотря на то, что порадовать инчаду не удалось — на проходившем в городе Мар-дель-Плата «Финале шести» аргентинская сборная проиграла оба своих матча, Уго Конте сохранил место в составе национальной команды. В 2000 году он выступил на третьей в карьере Олимпиаде (в четвертьфинале сиднейского турнира аргентинская сборная сенсационно обыграла бразильцев и в итоге заняла высокое 4-е место), а в 2002-м снова сыграл перед своими болельщиками — на чемпионате мира, в том же зале «Луна-Парк», где в далёком 1982 году была выиграна бронза. Примечательно, что тренерами сборной Аргентины на рубеже веков были партнёры Уго Конте по сборной 1980-х — Даниэль Кастельяни и Карлос Гетселевич.
Завершал игровую карьеру Конте также в коллективе, руководимом его давним другом. Сезон-2006/07 он провёл в «Химнасии и Эсгриме» Вальдо Кантора, то есть в том самом клубе, откуда 32 года назад начинался его путь в большой волейбол. В течение некоторого времени Уго Конте довелось выходить на одну площадку со своим сыном Факундо и племянником Мартином.
В 2007 году Уго и Факундо Конте переехали в Италию и вместе провели ещё три сезона: Конте-младший выступал за «Катанию» и «Дзинеллу» (Болонья), тренером которых был Конте-старший. С 2011 года работал тренером команд итальянской серии A2 — «Пинето» и «Ковриаго».

## Достижения

### С клубами
- Чемпион Франции (1982/83).
- Чемпион Аргентины (2001/02, 2004/05, 2005/06).
- Обладатель Кубка Европейских чемпионов (1983/84).

### Со сборной
- Бронзовый призёр Олимпийских игр (1988).
- Участник Олимпийских игр 1984 года (6-е место) и 2000 года (4-е место).
- Бронзовый призёр чемпионата мира (1982), участник чемпионатов мира 1986, 1990 и 2002 годов.
- Бронзовый призёр Панамериканских игр (1983).
- Бронзовый призёр Кубка Америки (1999).
- Участник Кубка мира (1985) и Мировой лиги (1999—2002).

### Личные
- Лучший блокирующий олимпийского турнира 1984 года.
- Лучший волейболист Аргентины — лауреат премии Olimpia de Plata (1985, 1987, 1988, 1990, 1999).
- Обладатель приза лучшему игроку чемпионата Италии — Trofeo Gazzetta (1987, 1990, 1991).
- В 2000 году входил в число восьми претендентов на звание лучшего волейболиста XX века[8].
- В 2011 году принят в волейбольный Зал славы в Холиоке[9].